# Moderna arhitektura
Moderna arhitektura se uglavnom odlikuje jednostavnim formama, izostankom ukrasa, i stvaranjem lijepih oblika samim konstrukcijskim elementima. Pojam podrazumjeva više arhitektonskih pokreta i stilova, od kojih su neki povezani dok se drugi jasno razlikuju.
Arhitektura je u 20. stoljeću uznapredovala uporabom novih materijala (čelik, armirani beton, i dr.) te nevjerojatnom inventivnošću novih konstrukcija, čime su nastale građevine potpuno novih funkcija i raznolikih oblika.

## Arhitektura prve polovice 20. st.

### Novi materijali
Razvojem dvije konstrukcijske tehnike u 19. st. došlo je do razvoja arhitekture 20. st. Prva je svakako razvoj čelične konstrukcije kao arhitektonskog elementa, a druga, najčešća i najbolja u 20. st. koja je omogućila neslućene mogućnosti oblikovanja i nova rješenja u graditeljstvu, - armirani beton. Armirani beton (kostur od željeznih šipaka uokviren cementom s pijeskom) počeo se rabiti krajem 19. st. za tvorničke pogone, a za primjenu u stanogradnji najodgovorniji je francuski arhitekt Auguste Perret koji je isticao kostur konstrukcije na svojim zgradama (Npr. osmerokatnica u Rue Franklin, Pariz, 1903.), kostur koji su drugi arhitekti skrivali raznim ukrasima (historicističkim ili secesijskim).
Unatoč tehnološkom napretku na kraju 19. st., u arhitekturi, kao i u drugim granama umjetnosti, postoji određena zbrka što se tiče likovnog izraza. To je najočitije u SAD-u, gdje zgrade postižu neviđene visine (engleski: sky-scraper = neboder), ali bili su prizmatični, teški, obloženi kamenom i opterećeni ukrasima iz 19. st. Dakle, vrijeme još nije pronašlo svoj stil kojim bi se izrazilo i većinom su se radile kopije ranijih stilova – tzv. neostilovi ili historicizmi, ali početkom 20. st., jačaju dvije struje.

### Art Nouveau
Prva je vezana za Secesiju, tako je jedan od najoriginalnijih arhitekata pripadao umjetničkom krugu Art Nouveau-a, - Španjolac Antonio Gaudí (1852. – 1926.). On gradi armirano-betonske građevine slobodnog tlocrta i čvrste konstrukcije, tako da može izvoditi elastične, vibrirajuće konkavno-konveksne plohe pročelja. Zbog primjene organičkog načela oblikovanja svrstavamo ga u secesiju, ali u njegovim djelima ima i najave nadrealizma. Nadrealistički je dojam izazvan njegovim pojasevima na pročelju (s brojnim raznolikostima i nepravilnostima) koji kao da su rezultat nekakva prirodnog taloženja ili brušenja u živoj stijeni, a ne ljudskog htijenja i rada, a tlocrti podsjećaju na organizam nekog živog tkiva. Takva je njegova zgrada Casa Mila (1905. – 1910., Barcelona) koja ima meka zaobljenja cijele mase oko ugla ulice s valovito oblikovanim balkonima i vijencima što odvajaju katove, a na krovu su fantastični apstraktni dimnjaci od kojih je svaki originalan svojim drugačijim usjecima i istakama. On je umjetnik koji je u arhitekturu unio najviše osobnosti, dorađivao je osobno svaki i najmanji detalj na svojim građevinama (Npr. crkva Sagrada Familia iz Barcelone koju je započeo 1889. nije dovršio do smrti 1926.).

### Funkcionalizam
S druge strane postojala je struja arhitekata koja se opirala secesionističkom načinu mišljenja. Njih obično nazivamo pretečama moderne arhitekture. To su oni arhitekti koji su osjetili duh vremena i ocijenili kako je potrebno koristiti nove, kvalitetne materijale (čeličnu konstrukciju, armirani beton, staklo), lišiti se suvišnih ukrašavanja i spojiti ljepotu arhitekture s njenom funkcionalnošću. Ove postavke uokvirio je tek bečki arhitekt Adolf Loos (1870. – 1933.) u svojoj knjizi Ornament i zločin (1908.) izdanoj u Beču, jednom od najistaknutijih europskih žarišta i rasadišta secesije. Kao uzor te nove arhitekture apstraktne čistoće i geometrijske jasnoće uzima se njegova revolucionarna Kuća Steiner (1910., Beč). Volumen objekta podliježe svim zakonitostima i mogućnostima materijala, zahtjevima konstrukcije (armirani beton) i postiže ljepotu kontrastnim odnosima punih ploha i neophodnih otvora, bez suvišnih detalja i ukrasa.
Postavke Loosove arhitekture – glatke plohe, odsustvo bilo kakva ukrasa, komponiranje čistih volumena pod pravim kutom – slijedit će brojni arhitekti dvadesetog stoljeća u cijelom svijetu. Najbolje ih je razradio Švicarac Le Corbusier (Piere Jeanneret) svojim djelom Pet principa armiranog betona iz 1915. koji su postali načela moderne arhitekture: 
1. Slobodno prizemlje objekta sa stupovima – prvi kat za garaže ili poslovne prostore;
2. Slobodan tlocrt – fiksni su samo stupovi, pregradni zidovi se mogu stavljati proizvoljno;
3. Slobodno pročelje – pročelja se isto tako mogu varirati po potrebi;
4. Maksimalno ostakljenje – ako je pročelje slobodno zašto ne staviti što više prozora;
5. Ravan krov – krov više nije beskoristan, može biti prepun zelenila, za igru … npr. kao zamjena gabarita (tla koje je zgrada oduzela od krajolika).

Takav projekt Le Curbusier naziva domino (1914.) jer je smatrao da se takve obiteljske kuće trebaju slagati poput pločica u igri domina; na taj način riješio bi problem povećane potrebe za jeftinim stanovima u gradovima. Pet principa Le Corbusier je potpuno primijenio u gradnji velikih armirano-betonskih zgrada, ali i stambenih kuća iznimne ljepote kao što su Vila Stein (1927., Garches, Francuska), Vila Savoye (1929., Poissy, Francuska) ili Vila Tugendhat (Brno, Češka; 1928. projektirao ju je Ludwig Mies van der Rohe). Corbusierov način mišljenja i metode projektiranja bit će poticaj nepreglednu mnoštvu arhitekata 20. st., a takav način gradnje bit će nazvan funkcionalističkom arhitekturom, jer sve polazi od namjene (funkcije) i oblikovanje se podvrgava najboljem rješenju namjene.
Funkcionalizam u arhitekturi dočekan je kao rješenje oblikovnih konflikata 19. stoljeća. Otkrivajući ono što se prije skrivalo, funkcionalizam je sakrio ono što se prije pokazivalo. Tako su nestala pročelja, nekoć najpretenciozniji dijelovi arhitekture, i više se vodilo računa o pogledu iz kuće, nego o pogledu na kuću.
U SAD-u najistaknutiji učenik "Čikaške škole" bio je Frank Lloyd Wright. On je osnivač organičke arhitekture koja nastoji na primjeren način uskladiti volumen i obrise kuće s oblikom terena i okolnom prirodom. Zato njeguje tradicionalne materijale (npr. zidove od crvene opeke, drvene grede i crijepom pokrivene plitke krovove …) umjesto glatkog bijelog zida funkcionalističke arhitekture. Njegov će pristup arhitekturi imati velik odjek i u europskih arhitekata, osobito u Nizozemskoj, a poslije i u arhitekturi skandinavskih zemalja. Njegova Vila na slapovima (1937., Pennsylvania). Jedna od najljepših građevina 20. st., koja prirodnim okolišem suprotstavlja suvremenu strukturu armirano-betonskih konzola ostvarujući potpunu ravnotežu. Jedan od najljepših kontrasta ikad postignutih u arhitekturi.
Nova razmišljanja o arhitekturi zaživjela su u djelovanju grupe De Stijl i škole Bauhaus. 
Umjetnička grupa okupljena oko časopisa "De Stijl" osnovanog 1917. u Nizozemskoj pod geslom "svrha prirode je čovjek, a svrha čovjeka je stil" djelovala je dvadesetih godina. Vodili su je Piet Mondrian, Van Doesburg i P. Oud, a pridružuje im se arhitekt Gerrit Rietveld. Rietveldov u arhitekturi gaji racionalizam i koristi samo osnovne geometrijske oblike, uz primjenu triju osnovnih boja. Njegova stambena kuća Rietveld Schröder u Utrechtu (1924.) je jedan od najljepših primjera nove, moderne arhitekture.

### Ekspresionistička arhitektura
Ekspresionistička arhitektura je avangardna arhitektura u Njemačkoj, Nizozemskoj, Austriji, Češkoj i Danskoj koja je nastala u godinama poslije Prvog svjetskog rata, s vrhuncem do 1930-ih. God. 1913. Adolf Behne je arhitekturu Brune Tauta u časopisu „Pan“ prvi put nazvao ekspresionističkom upoređujući je sa slikarskim pravcem ekspresionizma. Danas ovaj pojam podrazumjeva svaku arhitekturu koja posjeduje osobitosti ovog pokreta, kao što su izobličenja, fragmentaciju ili silovitu komunikaciju prenaglašenih emocija.

### Bauhaus
Bauhaus (1919. – 1933.) je bio osebujna škola koja je željela povezati sve likovne umjetnosti u industrijsku proizvodnju kroz dizajn. O tome ćemo više kad budemo govorili o industrijskom dizajnu, zasad ćemo se posvetiti samo dvojici arhitekata koji su djelovali vezano za ovu školu.
Prvi je njen osnivač Walter Gropius (1883. – 1969.) koji je već 1910. svojom "Tvornicom Fagus" najavio svoje shvaćanje arhitekture, a objektom Bauhausa (sveobuhvatna škola koja je željela sjediniti sve vidove likovnih umjetnosti i povezati ih s industrijskom proizvodnjom, prvenstveno kroz dizajn) u Dessau definirao rječnik "moderne". Objekt je jasnog tlocrta, skeletne konstrukcije polivalentne namjene nastave, maksimalno ostakljena tamo gdje treba, čistih i jasnih volumena, redukcija, tj. lišena svega suvišnoga.
Drugi važni arhitekt koji u Bauhausu vodi radionicu za arhitekturu i urbanizam je Nizozemac Ludwig Mies van der Rohe (1886. – 1969.). Svoja uvjerenja u arhitekturi je najbolje izrazio čuvenom rečenicom: "Manje je više!". Godine 1929. na Međunarodnoj izložbi u Barceloni projektira "njemački paviljon" koji ima briljantni tlocrt sveden na neophodnu suštinu stvari (okomite i položene plohe). Likovno je komponirao zidove, stupove,  pregrade od stakla i plošnim bazenom u kojem se zrcali jednostavnost prostora – danas klasika moderne.
Ova dva umjetnika-arhitekta 1933., kad Hitler zatvori Bauhaus, odlaze u SAD i tamo skupa s F. L. Wrightom predvode revoluciju u arhitekturi. Od tada je SAD predvodnica moderne arhitekture.

### CIAM
Na kraju, treba spomenuti kako su ovi arhitekti u radovima drugih prepoznali jednaka nastojanja i 1929. u La Sarrazu u Švicarskoj održali su Prvi svjetski kongres moderne arhitekture (tzv. CIAM) gdje su raspravljali o utjecaju tehnike na arhitekturu, standardizaciji, urbanizmu, kulturi stanovanja, te odnosu države i arhitekture. Zajedništvo i jedinstvo načela moderne arhitekture postala su od tada baština cijeloga svijeta i nastaje internacionalni funkcionalistički stil koji će promijeniti izgled svjetskih gradova poslije II. svjetskog rata.

## Arhitektura druge polovice 20. st.

### Internacionalni stil
S jačanjem nacizma u Njemačkoj, najbolji njemački arhitekti traže sklonište u SAD-u, i uvelike utječu na razvoj američke arhitekture. Gropius, kao predsjednik odsjeka arhitekture na Harvardu, i Ludwig Mies van der Rohe u Chicagu će nakon drugog svjetskog rata ostvariti san moderne arhitekture. Oni započinju stil u arhitekturi koji će trajati nekih 25 godina, a mi ga nazivamo Visoki Modernizam (Internacionalni stil). To je bio vrhunac razvitka koji se odvijao prvom polovicom 20. st. Njegovi jedinstveni prostori, geometrijski ili organski, utjelovljuju skladnu viziju stila koji se razvijao, bez obzira na nebrojene loše kopije koje su istovremeno nastajale širom svijeta.
Krunsko djelo američke arhitekture nakon II. svjetskog rata je svakako neboder (Skysraper), kojeg je uvelike definirao Mies van der Rohe. Njegovo djelo "Zgrada Seagram" iz 1958. g. je utjelovljenje dostignuća Louisa Sulivana, F. L. Wrighta i Bauhaus i Chicago škole s težnjom ka visinama. Pa opet, zgrada ne liči nimalo na prethodne. Utjelovljujući svoju krilaticu: "Manje je više", postižući maksimalnu vertikalu zrcalne fasade, skrivajući konstrukciju, postigao je sklad vertikalnih i horizontalnih sila. Skladnost ove zgrade odražava društveni i estetski idealizam koji promovira arhitektura visokog modernizma.
U Europi, Le Corbusier, ide dalje od "zgrada-kutija na stupovima"; on gradi u skladu s čovjekom, tj. posebnu pozornost obraća na ljudske proporcije, i zgradama daje kiparski dodir. Takva je zgrada u Marseilleu, Unité d'Habitation (1952.), sa stanovima apsolutno proporcionalnim ljudskim mjerama, kiparskim stepenicama i otvorima za ventilaciju, te kasetiranom pročelju od betonskih linija (što je postalo uobičajeno u toplijim krajevima).

### Arhitektura slobodnih oblika
Najrevolucionarnija zgrada Le Corbusiera je njegova crkvica Notre Dame du Haut u Ronchampu, Francuska. Crkvica iracionalnog dizajna, masivnih zidova koji se uvijaju i izvijaju kao da su od papira, krova koji izgleda kao ogromni šešir ili prepolovljeni brod, i sitnih periodičnih otvora koji smisao dobivaju tek iznutra tvoreći predivnu (božansku) igru svjetla.
Nakon rata, osjeća se zasićenje od jednostavnih kockolikih građevina od betona i umjetnici – arhitekti započinju cijeli niz objekata koji se opiru strogim geometrijskim planovima (tankoljusna struktura). Neki od ponajboljih su Palača sporta u Rimu (Pier Luigi Nervi i Annibale Vitellozzi, 1960. god. – za olimpijadu u Rimu; kasetirana kupola i »Y« kontrafori drže lebdeću kupolu), Terminal TWA u zračnoj luci John F. Kennedy u New Yorku (1963.) Eeroa Saarinena (kojemu krov kao da lebdi – asocijacija leta), cijeli kompleks zgrada (kao i urbanizacija) grada Brazilije u Brazilu arhitekta Oscara Niemeyera (1960-ih), Opera u Sydneyu (Jorn Utzon), itd.
Nakon 1970-ih, nastaje više struja: visoki modernizam, postmoderna i dekonstruktivizam.

### HI-TECH arhitektura
Arhitektura visokog modernizma je nastala uvođenjem novih materijala i formi, a završila kao ekstremna visoko-tehnološka (HI-TECH) gradnja. To su zgrade na kojima se nije štedilo i izgledaju futuristički u svojim originalnim rješenjima. Prva je bila Centar Pompidou, u Parizu (Richard Rogers i Renzo Piano, 1977.). Ona izgleda kao da je izvrnuta naopako, tj. cijela konstrukcija i stubište su izvana na čeličnim nosačima (izgleda kao zgrada - viseći most), tako da je interijer potpuno polivalentan, tj. uopće nema fiksnih zidova, sobe se mogu planirati proizvoljno i služiti svakojakoj namjeni.
Najreprezentativnija zgrada ovog stila je svakako Hong Kong banka u Hong Kongu (1986.) arhitekta Normana Fostera. Ogromna i najskuplja zgrada do tada na kojoj je sve ekstremno. Kao kod gotičke katedrale, nosivi elementi su izvana, a iznutra skeletna gradnja s ogromnim atrijem – "katedrala bankarstva", što su naručitelji i željeli.

### Postmoderna
Postmodernizam se u arhitekturi odlikuje kao i u slikarstvu: eklektičnom mješavinom koja ovisi samo od mašte arhitekta i želja naručitelja. (npr. Michael Graves, Zgrada Portland iz 1982. g.;  Kuća Vanna Venturi Roberta Venturija, i dr.)

### Dekonstruktivizam
Dekonstruktivizam u arhitekturi je usmjeren protiv pravila utvrđenih u stilu modernizma. Tu arhitekti grade protivno pravila pa se građevina ponekad doimlje kao da ne prati ono osnovno pravilo, čvrstoću (npr. SITE, Best prodavaonice, Houston, 1975.; Frank Gehry, Guggenheim muzej u Bilbau, 1997., Španjolska i Plešuća kuća Vlade Milnunića u Pragu, 1996., i dr.).
Koncem stoljeća se često suvremeni stilovi u arhitekturi spajaju, kao što je HI-TECH arhitektura slobodnih oblika i postmoderne simbolike Santiaga Calatrave i dr. Danas samo možemo nagađati kojim će od ovih pravaca krenuti buduća arhitektura.

## Vanjske poveznice
|  | Zajednički poslužitelj ima još gradiva o temi Moderna arhitektura |

- Six Building Designers Who Are Redefining Modern Architecture, Voice of America, travanj 2011.
- Famous architects – Biografije modernih arhitekata[neaktivna poveznica] (engl.)
- Architecture and Modernism  Arhivirana inačica izvorne stranice od 17. kolovoza 2007. (Wayback Machine) (engl.)